# Фет, Афанасий Афанасьевич
Афана́сий Афана́сьевич Фет (при рождении Шенши́н; 23 ноября [5 декабря] 1820, усадьба Новосёлки, Мценский уезд, Орловская губерния — 21 ноября [3 декабря] 1892, Москва) — русский поэт-лирик и переводчик, мемуарист, член-корреспондент Петербургской академии наук (1886). По мнению Некрасова — единственный поэт, который мог конкурировать с Пушкиным.

## Биография
Родился 23 ноября (5 декабря) 1820 г. в усадьбе Новосёлки Мценского уезда Орловской губернии, 30 ноября (12 декабря) крещён по православному обряду и наречён Афанасием.
Отец, ротмистр в отставке, Афанасий Неофитович Шеншин (1775—1854), принадлежал к старинному и обширному роду Шеншиных, представители которого владели половиной всего Мценского уезда, и был богатым помещиком, жившим в деревне, благодаря чему поэт вырос под влиянием помещичьего быта.
Фамилия Фета произошла следующим образом: Афанасий Неофитович, находясь в Германии, в 1819 году женился в Дармштадте на Шарлотте Фёт (нем. Foeth), дочери обер-кригс-комиссара К. Беккера. Она носила фамилию Фёт по первому мужу, с которым развелась, от него имела дочь. В браке с А. Н. Шеншиным родился Афанасий Афанасьевич, который до 14 лет значился как Шеншин, однако потом носил фамилию матери, поскольку выяснилось, что лютеранское благословение на брак не имело в России законной силы, а православное браковенчание было совершено после рождения Афанасия.

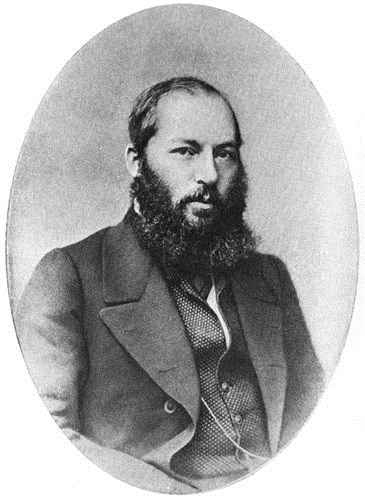
Афанасий Фет в 1860-х годах

В 1834 году духовная консистория отменила крестильную запись Афанасия законным сыном Шеншина и определила ему в отцы первого мужа Шарлотты-Елизаветы — Иоганна-Петера-Карла-Вильгельма Фёта. Вместе с исключением из рода Шеншиных Афанасий лишился потомственного дворянства.

Особенное положение в семье, по которому он не мог носить фамилию своего отца, имело огромное значение в жизни Афанасия Афанасьевича. Ему приходилось выслужить себе дворянские права, в которых он не был утверждён отчасти по случайности, отчасти по своеобычности отца, запустившего это дело. Поэтому он постарался кончить курс в университете и потом принялся ревностно служить.— Страхов Н. Н. А. А. Фет. Биографический очерк.
В 1835—1837 годах Афанасий учился в немецком частном пансионе Крюммера в эстонском городе Выру. В это время он начал писать стихи и проявлять интерес к классической филологии. В 1837—1838 годах жил в пансионе М. П. Погодина, где готовился к поступлению в университет. В 1838 году поступил в Московский университет, сначала на юридический факультет, затем — на историко-филологическое (словесное) отделение философского факультета, который окончил в 1844 году.
Во время учёбы начал печататься в журналах. В 1840 году вышел сборник стихов Фета «Лирический пантеон» при участии Аполлона Григорьева, друга Фета по университету. В 1842 году — публикации в журналах «Москвитянин» и «Отечественные записки».
Окончив университет, Афанасий Фет в 1845 году поступил унтер-офицером в кирасирский Военного ордена полк (штаб его находился в Новогеоргиевске Херсонской губернии), в котором 14 августа 1846 года произведён в корнеты, 16 октября 1849 года — в поручики, а 6 декабря 1851 года — в штабс-ротмистры. Длительное время исполнял должность полкового адъютанта.
В 1850 году вышел второй сборник Фета, получивший положительные отзывы критиков в журналах «Современник», «Москвитянин» и «Отечественные записки»
Прикомандированный затем (в 1853 году) к уланскому Его Величества лейб-гвардии полку, Фет в январе следующего, 1854 года, в чине поручика был официально переведён в этот расквартированный под Санкт-Петербургом полк. Поэт часто бывал в Санкт-Петербурге, где познакомился с Тургеневым, Некрасовым, Гончаровым и другими литераторами, а также сблизился с редакцией журнала «Современник».
Во время Крымской войны он находился в Балтийском порту в составе войск, охранявших эстонское побережье. С июня 1856 года числился в отпуске по болезни (в июле 1857 года ему был предоставлен бессрочный отпуск).
В 1856 году вышел третий сборник Фета под редакцией И. С. Тургенева.
В 1857 году Фет женился на Марии Петровне Боткиной, сестре критика В. П. Боткина.
27 января 1858 года вышел в отставку с производством в чин гвардейского штабc-ротмистра и поселился в Москве. За службу награждён орденами Св. Анны 3-й степени (1852) и Св. Анны 2-й степени (1885), бронзовой памятной медалью за участие в Крымской войне.
Будучи одним из самых утончённых лириков, Фет поражал современников тем, что был и чрезвычайно деловитым, предприимчивым, преуспевающим помещиком.
В 1860 году на средства приданого жены Фет купил имение Степановка в Мценском уезде Орловской губернии — 200 десятин пахотной земли, деревянный господский одноэтажный домик из семи комнат с кухней — и на протяжении последующих семнадцати лет занимался его развитием: выращивал зерновые культуры (в первую очередь рожь), запустил проект конного завода, держал коров и овец, птицу, разводил пчёл и рыбу в специально выкопанном для этого пруду. Через несколько лет ведения хозяйства текущая чистая прибыль от Степановки составляла 5—6 тыс. рублей в год. Выручка от имения была основным доходом семьи Фета.
В 1863 году вышло двухтомное собрание стихотворений Фета.
Смущаюсь я не раз один:

Как мне писать в делах текущих?

Я между плачущих Шеншин,

И Фет я только средь поющих.
В 1867 году Афанасий Фет был избран мировым судьёй по Мценскому уезду на одиннадцать лет.
В 1873 году ему были возвращены родовая фамилия и дворянство: «По высочайшему указу 26 декабря 1873 года была наконец утверждена за Афанасием Афанасьевичем отцовская фамилия Шеншин, со всеми связанными с нею правами». Литературные произведения и переводы поэт и в дальнейшем подписывал фамилией Фет.
В 1877 году Фет продал Степановку и купил старинное имение Воробьёвку в Курской губернии — барский дом на берегу реки Тускарь, у дома — вековой парк в 18 десятин, за рекой — село с пашнями, 270 десятин леса в трёх верстах от дома. Много занимался хозяйственными вопросами, систематически объезжал свои владения на запряжённом в небольшую повозку осле по кличке Некрасов.

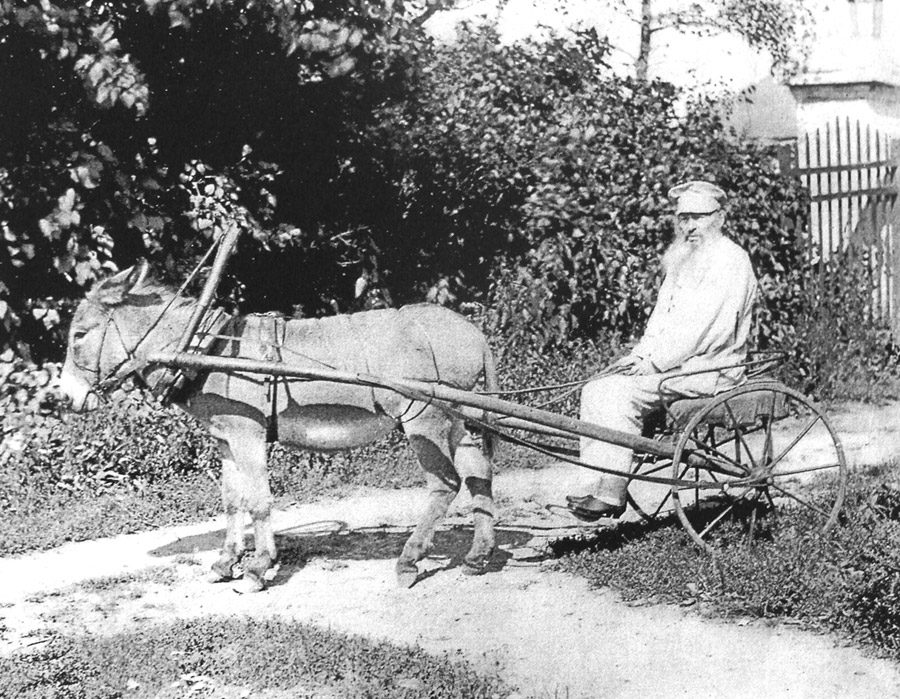
Фет в Воробьёвке (1890)

В 1883—1891 годах были опубликованы четыре выпуска сборника «Вечерние огни».
В 1890 году Фет издал книгу «Мои воспоминания», в которой рассказывает о себе как о помещике. И уже после смерти автора, в 1893 году, вышла ещё одна книга с воспоминаниями — «Ранние годы моей жизни».
Скончался Фет 21 ноября (3 декабря) 1892 года в Москве. Согласно воспоминаниям секретаря Фета Екатерины Кудрявцевой, его смерти от сердечного приступа предшествовала попытка самоубийства с использованием «разрезального» ножа для писем. Похоронен в селе Клеймёново, родовом имении Шеншиных.

## Семья
Первый муж матери — Иоганн-Петер-Карл-Вильгельм Фёт (Johann Peter Karl Wilhelm Föth; 1789—1826), асессор городского суда Дармштадта, сын Иоганна Фёта и Сибиллы Миленс. После того как его оставила первая жена, в 1824 году вторым браком женился на воспитательнице своей дочери Каролины.
Мать — Елизавета Петровна Шеншина, урождённая Шарлотта-Елизавета (Шарлотта Карловна) Беккер (1798—1844), дочь дармштадтского обер-кригскомиссара Карла-Вильгельма Беккера (1766—1826) и его супруги Генриетты Гагерн.
Отец — Афанасий Неофитович Шеншин (1775—1854), ротмистр в отставке, богатый орловский помещик, мценский уездный судья, сын Неофита Петровича Шеншина (1750—1800-е) и Анны Ивановны Прянишниковой. Мценский уездный предводитель дворянства.
Единоутробная сестра — Каролина-Шарлотта-Георгина-Эрнестина Фёт (1819—1877), с 1844 года жена профессора Александра Павловича Матвеева.
Сестра — Любовь Афанасьевна Шеншина, урождённая Шеншина (25.05.1824—?), замужем за своим дальним родственником Александром Никитичем Шеншиным (1819—1872).
Полнородный брат — Василий Афанасьевич Шеншин (21.10.1827—12.09.1859, Москва), орловский помещик.
Полнородная сестра — Надежда Афанасьевна Борисова, урождённая Шеншина (11.09.1832—1869).
Полнородный брат — Пётр Афанасьевич Шеншин (1834—после 1875), отправился в Сербию осенью 1875 года, чтобы участвовать добровольцем в сербско-турецкой войне, но вскоре вернулся в Воробьёвку и спустя короткое время уехал в Америку.
Также были умершие в детстве родные сестра Анна (1821—1825) и брат Василий (1823 — до 1827). Возможно, была ещё одна сестра Анна (07.11.1830—?).
Жена (с 16 (28) августа 1857 года) — Мария Петровна Шеншина, урождённая Боткина (1828—1894), из семьи Боткиных. Детей не было.

## Творчество

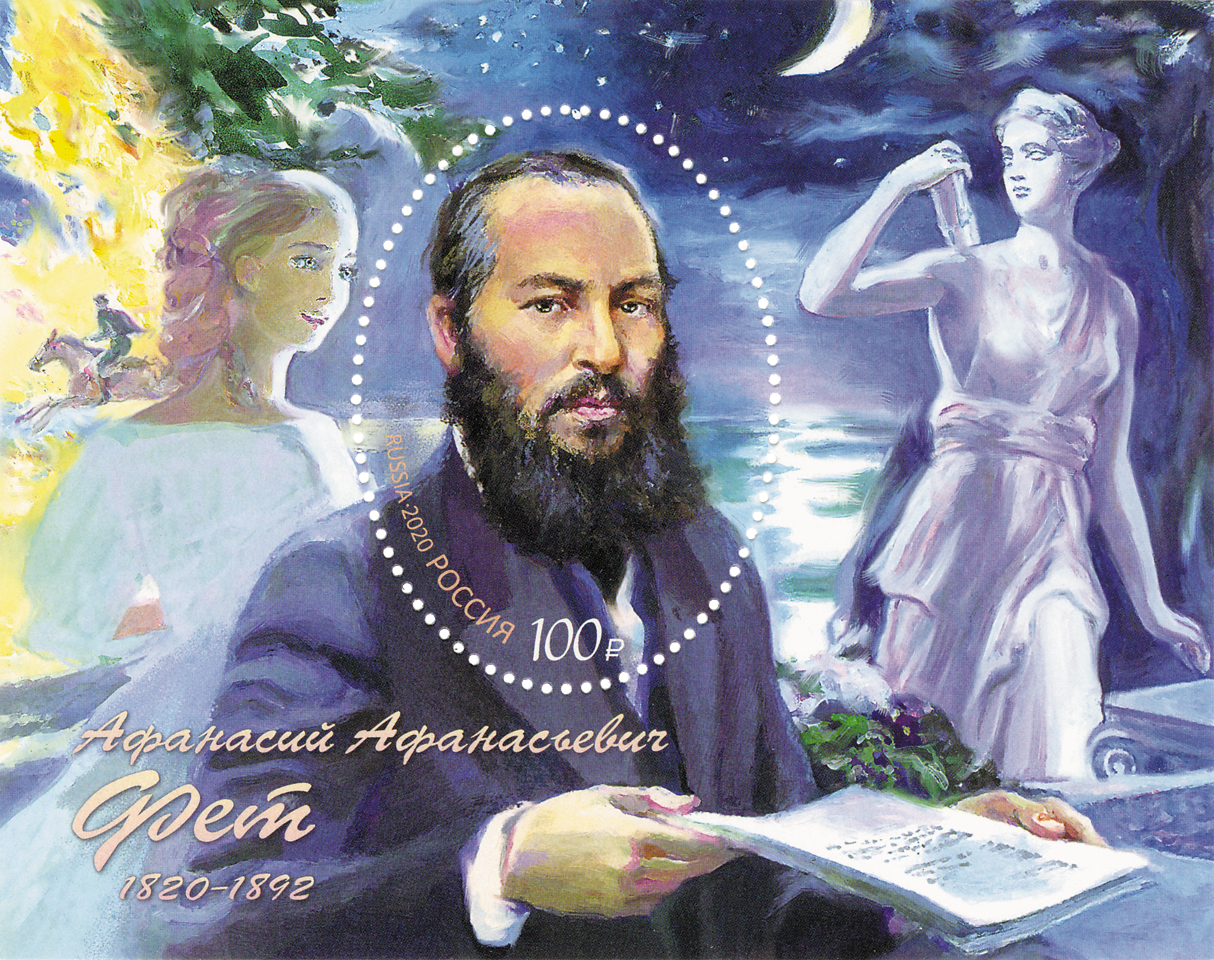
Почтовый блок на 200 лет со дня рождения А. А. Фета (1820−1892). Изображён портрет поэта в окружении образов лирических героев из стихотворений «Сияла ночь, луной был полон сад…», «Богини девственной округлые черты…»

### Переводы
- обе части «Фауста» Гёте (1882—1883),
- целый ряд латинских поэтов:

- Горация, все произведения которого в фетовском переводе вышли в 1883 году,
- сатиры Ювенала (1885),
- стихотворения Катулла (1886),
- элегии Тибулла (1886),
- XV книг «Метаморфоз» Овидия (1887),
- «Энеида» Вергилия (1888),
- элегии Проперция (1888),
- сатиры Персия (1889),
- эпиграммы Марциала (1891)
- комедию «Клад» Плавта (1891);
- «Скорбные элегии» Овидия (1893)

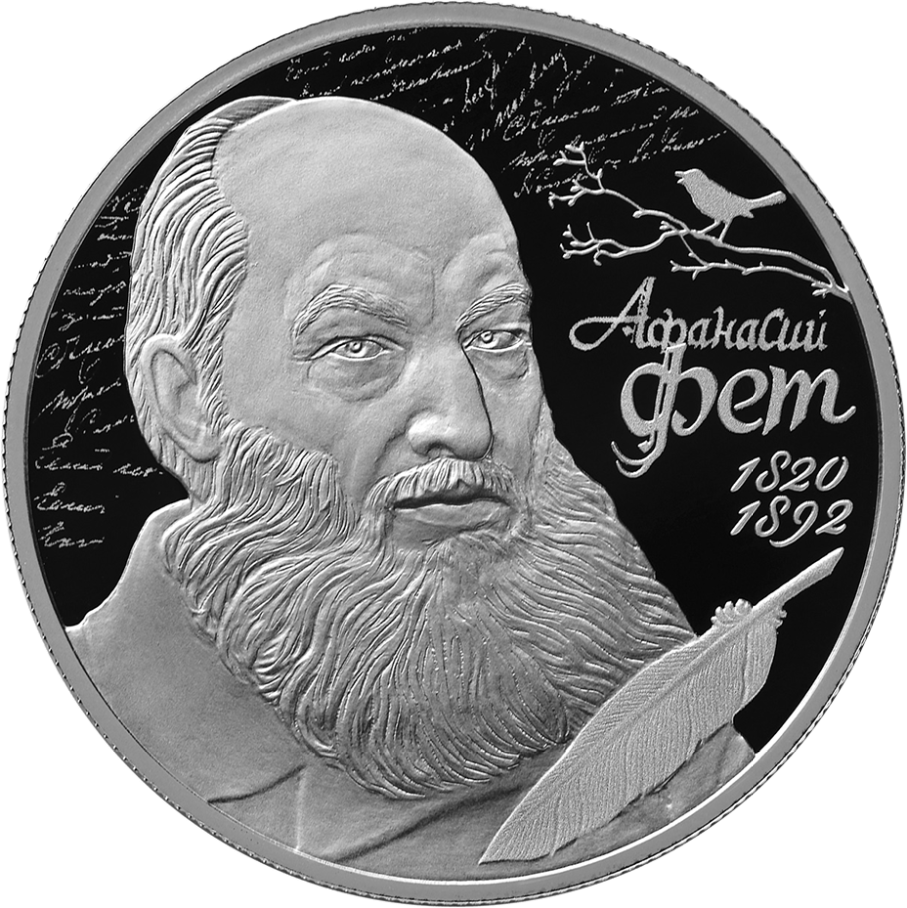
Монета Банка России на 200 лет со дня рождения А. А. Фета на фоне стилизованных поэтических строк; справа — рельефные изображения пера и поющего соловья. Серебряная монета достоинством в 2 рубля

В 1884 году Афанасий Фет за книгу «Гораций Флакк К. В переводе и с объяснениями А. Фета» (1883) был награждён полной Пушкинской премией, став первым из её лауреатов (до того премия присуждалась лишь в половинном размере). Переводы и подражания А. А. Фета (из Байрона, Беранже, Гейне, Мицкевича, Шиллера и др.), собраны в III томе Полного собрания сочинений (1901).
В планах Фета был новый перевод Библии на русский язык, поскольку синодальный перевод он считал неудовлетворительным, а также «Критики чистого разума», однако Н. Страхов отговорил Фета переводить эту книгу Канта, указав, что её русский перевод уже существует. После этого Фет обратился к переводу Шопенгауэра. Он перевёл два сочинения Шопенгауэра: «Мир как воля и представление» (1880, 2-е изд. в 1888 г.) и «О четверояком корне закона достаточного основания» (1886).

## Издания

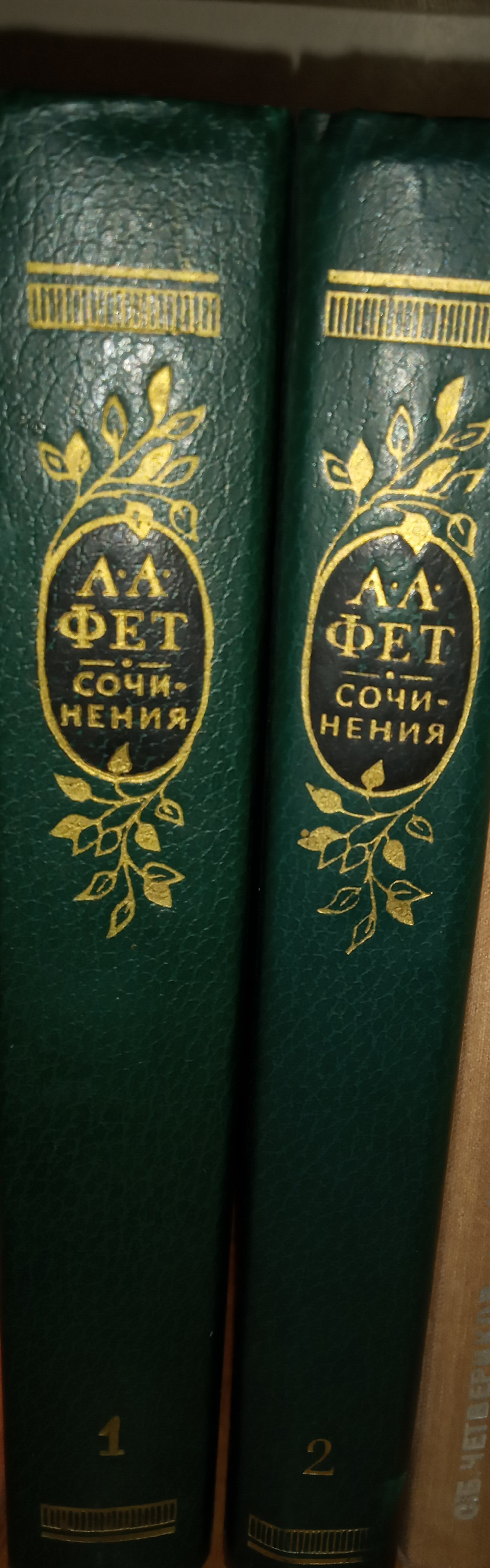
А. А. Фет. Сочинения в 2 томах. Москва, Художественная литература, 1982

- Лирический пантеон: [Сб. стихов] / А. Ф. — Москва: тип. Селивановского, 1840. — 19 с.
- Стихотворения А. Фета. — Москва: тип. Н. Степанова, 1850. — 162 с.
- Оды Квинта Горация Флакка: В 4 кн. / Пер. с лат. [и вступ. ст.] А. Фета. — Санкт-Петербург: тип. Королева и К°, 1856. — [6], IV, 130, [2] с.
- Фет А. А. Стихотворения. Ч. 1. — М., 1863.
- Фет А. А. Стихотворения. Ч. 1. — М., 1863.
- Мир как воля и представление / Артур Шопенгауэр; Пер. [1 т. «Die Welt als Wille und Vorstellung»] А. Фета; [Предисл.: Н. Страхов]. — Санкт-Петербург: тип. М. М. Стасюлевича, 1881. — XXXVI, 490 с.
- Фет А. А. Наши корни: [О двух главных корнях народной жизни: народном миросозерцании и земледельческой промышленности] / [Соч.] Деревенского жителя [псевд.]. — Москва: Унив. тип. (М. Катков), 1882. — 56 с.
- Фет А. А. Вечерние огни. Вып. 1. — М., 1883.
- Фет А. А. Вечерние огни. Вып. 2. — М., 1885.
- Фет А. А. Вечерние огни. Ч. 3. — М., 1888.
- Фауст: Трагедия Гёте / Пер. А. Фета. Ч. 1—2. — Москва: тип. А. Гатцука, 1882—1883.
- К. Гораций Флакк / В пер. и с объясн. А. Фета. — Москва: тип. М. П. Щепкина,1883. — 485 с.
- Сатиры / [Соч.] Д. Юния Ювенала; В пер. [с предисл.] и с объяснениями А. Фета. — Москва: тип. М. Г. Волчанинова (б. М. Н. Лаврова и К°), 1885. — 245 с.
- Элегии Тибулла / В пер. и с объясн. А. Фета. — Москва: тип. А. И. Мамонтова и К°, 1886. — XVI, 90, II с.
- XV книг Превращений / [Соч.] Публия Овидия Назона; В пер. и с объясн. А. Фета. — Москва: тип. А. И. Мамонтова и К°, 1887. — [2], XXIV, 793, [2] с.
- Элегии Секста Проперция / Пер. А. Фета. — Санкт-Петербург: тип. В. С. Балашева, 1888. — 178 с.
- Энеида Вергилия / Пер. А. Фета, со введ., объяснениями и проверкой текста Д. И. Нагуевского, орд. проф. Имп. Казан. ун-та. Ч. 1—2. — Москва: тип. А. И. Мамонтова и К°, 1888. — 196 с.
- Сатиры Персия / [Пер.] А. А. Фета. — Санкт-Петербург: тип. В. С. Балашева, 1889. — 5 с.
- Фет А. А. Мои воспоминания. Ч. 1. — М., 1890.
- Фет А. А. Мои воспоминания. Ч. 2. — М., 1890.
- Эпиграммы / [Соч.] М. В. Марциала; В пер. и с объясн. А. Фета. Ч. 1—2. — Москва: тип. А. И. Мамонтова и К°, 1891. — Ч. 1. — 465 с.
- Эпиграммы / [Соч.] М. В. Марциала; В пер. и с объясн. А. Фета. Ч. 1—2. — Москва: тип. А. И. Мамонтова и К°, 1891. — Ч. 2. — 467 с.
- Горшок = Aulularia: [Пьеса Плава Тита Макция] / Пер. А. Фета. — Москва: тип. А. И. Мамонтова и К°, 1891. — VIII, 76 с.
- Фет А. А. Ранние годы моей жизни / [Соч.] А. Фета. — Москва: т-во тип. А. И. Мамонтова, 1893. — [4], 548, VI с.
- Скорби Овидия = (Tristia) / Пер. А. Фета. — Москва: т-во тип. А. И. Мамонтова и К°, 1893. — [4], 146 с.
- Лирические стихотворения А. Фета: в 2 ч.: (с приложением портрета и факсимиле). — Санкт-Петербург: Тип. брат. Пантелеевых, 1894. Ч. 2. — 1894. — [2], 357, [1] с.
- Герман и Доротея / Пер. А. А. Фета; [Соч. Гёте]. — Санкт-Петербург: А. Ф. Маркс. 1901. — 85 с.
- Полное собрание стихотворений А. А. Фета / [соч.] А. А. Фета; под ред. [и с предисл.] Б. В. Никольского. Т. 1. — Санкт-Петербург: Издание А. Ф. Маркса, 1901.— CXII, 496 с.
- Полное собрание стихотворений А. А. Фета / [соч.] А. А. Фета; под ред. [и с предисл.] Б. В. Никольского. Т. 2. — Санкт-Петербург: Издание А. Ф. Маркса, 1901. — XVIII, 654 с.
- Полное собрание стихотворений А. А. Фета / [соч.] А. А. Фета; под ред. [и с предисл.] Б. В. Никольского. Т. 3. — Санкт-Петербург: Издание А. Ф. Маркса, 1901.— VIII, 486 с.
- Избранные стихотворения / А. А.Фет; Под ред. Л. М. Сухотина. — Берлин: Ефрон. [1922]. — 213с.
- Фет А. А. Стихотворения и поэмы/ Вступ. ст., сост. и примеч. Б. Я. Бухштаба. — Л.: Сов. писатель, 1986. — 752 с. (Библиотека поэта. Большая серия. Издание третье.)
- Стихотворения Катулла / В пер. и с объясн. А. Фета. — Москва: тип. А. И. Мамонтова и К°, 1886. — XXXII, 140, IV с.
- Стихотворения / А. Фет. Рис. В. Конашевича. — Петербург: Аквилон, 1922. — 45 с.
- Фет А. А. Вечерние огни / Изд. подгот. Д. Д. Благой, М. А. Соколова ; отв. ред. Д. Д. Благой. — М. : Наука, 1971. — 800 с. — (Литературные памятники / Председатель ред. коллегии Н. И. Конрад). — 50 000 экз.
- Фет А. А. Собрание сочинений и писем в 20 т. — Курск: Изд-во Курского гос. ун-та, 2003—… (издание продолжается).
- «Полное собрание стихотворений А. А. Фета с вступительными статьями Н. Н. Страхова и Б. В. Никольского и с портретом А. А. Фета. Приложение к журналу „Нива“ на 1912 год.» Санкт-Петербург, издание Т-ва А. Ф. Маркс, 1912
- Полное собрание стихотворений / А. А. Фет; Вступ. ст., ред. и прим. Б. Я. Бухштаба. — Ленинград: Советский писатель, 1937. — XXV, 816 с., 18 л. фронт., ил., факс.: ил. — (Библиотека поэта / Под ред. М. Горького. Ред. коллегия: М. Горький, И. А. Груздев, Б. Л. Пастернак, В. М. Саянов, Н. С. Тихонов, Ю. Н. Тынянов)
- Liryki / Afanasij Fet; Oprac. i wstępem opatrzył Gabriel Karski. — Warszawa: Państw. inst. wydawniczy, 1964. — 163 с.
- Večery a noci / Afanasij Afanasjevič Fet; Z ruských originálu vybral a přel. Ivan Slavík. — Praha: Státní nakl. krásné literatura a umění, 1964. — 172 с. — (Světová četba / Řídí Rudolf Vápeník; Sv. 32)
- Лирика / Афанасий Фет; Подбор и прев. от руски Никола Фурнаджиев. — София: Народна култура, 1969. — 166 с.
- Pasión por la naturaleza y el amor: lírica: [edición bilingüe] / Afanasi Fet; trad. de Tomás Nuño Oraá. — [S. l.]: [s. n.], 2008 (Bilbao: Euskoprint 2000).

## Память
- 25 мая 1997 года в Орле на улице Салтыкова-Щедрина около Дома писателей был открыт памятник поэту.
- В городе Мценске по адресу ул. Ленина, 14, находится памятник писателю.
- У стены церкви Покрова Пресвятой Богородицы в селе Клеймёново, где согласно завещанию покоится в фамильном склепе Шеншиных прах поэта, находится памятник А. А. Фету — гранитная плита с барельефным портретом и с надписью: «Русский поэт Афанасий Афанасьевич Фет. 1820—1892»[17][18].
- Имя А. А. Фета носит борт VP-BEO «Аэрофлота» модели Airbus A320-214[19].
- В Мценске именем Фета назвали сквер[20].
- В бывшей усадьбе А. А. Фета в 1-й Воробьёвке находится посвящённый поэту музей.
- В жилом комплексе «Прокшино» в Москве есть набережная Афанасия Фета.

## Комментарии
1. ↑  Усадьба не сохранилась. На месте усадьбы стоит памятник. Уцелели остатки усадебного парка и фруктового сада.  Отцу по разделу достались: лесное в 7 верстах от Мценска Козюлькино, Новосильское, пустынное Скворчее и не менее пустынный Ливенский Тим, — отец выбрал Козюлькино своим местопребыванием и, расчистив значительную лесную площадь на склоняющемся к реке Зуше возвышении, заложил будущую усадьбу, переименовав Козюлькино в Новосёлки[3]